# 49 de la Balança
49 de la Balança (49 Librae) és un estel situat a la constel·lació de la Balança. La seva magnitud aparent és +5,47 i es troba a 115 anys llum del sistema solar.
49 de la Balança és una nana groga de tipus espectral F8V. Més calenta i lluminosa que el Sol, les seves característiques físiques són molt semblants a les de 61 dels Peixos, Asellus Primus (θ Bootis) o ι Piscium. Té una temperatura superficial de 6.273 K, i la seva lluminositat és 6 vegades superior a la lluminositat solar. El seu diàmetre és un 30% més gran que el diàmetre solar i gira sobre si mateixa amb una velocitat de rotació d'almenys 8,2 km/s. Els estels de la seqüència principal de menor massa i temperatura giren sobre si mateixes lentament —la velocitat de rotació del Sol és d'aproximadament 2 km/s—, mentre que aquesta velocitat augmenta amb la massa. La divisió entre tots dos tipus de rotors és relativament brusca, estant aquest punt d'inflexió situat en la meitat de la classe F. 49 Librae, de tipus F8V, és encara un estel de lenta rotació, lluny d'altres estels més calents que roten a velocitats molt majors —vegeu per exemple 16 Librae, en aquesta mateixa constel·lació.
49 de la Balança evidència una metal·licitat —abundància relativa d'elements més pesants que l'heli— molt semblant a la solar ([Fe/H] = -0,02). Així mateix, mostra una abundància de liti similar a la del Sol. Posseeix una massa entre 1,35 i 1,41 masses solars i una edat aproximada de 2.300 milions d'anys. Hom pensa que 49 Librae pot ser un estel binari, encara que gens se sap del seu possible acompanyant.